# Трибањ
Трибањ је насеље у општини Стариград, Задарска жупанија, Република Хрватска.

## Географија
Трибањ је приморско насеље у подножју Велебита.
Куће мјеста Трибањ биле су груписане у пет већих заселака: Шибуљина, Козјача, Крушчица, Лисарица и Трстеница, са мањим засеоцима Асановац, Полибрада, Бајамовац, Матијашица, Продани, Матаци, Рељиновац и Љуботић. Данас се Трибањ раслојио у три села: Трибањ-Шибуљина, Трибањ-Крушчица и Трибањ-Св. Марија Магдалена.

## Историја

### Праисторија
На подручју Трибња као и ширем простору велебитског Подгорја, постоје археолошки трагови постојања живота још у бронзаном и гвозденом добу: Градина и Велика градина повише Модрича, Градина Кнежевићи на Малом Либињу, Зекића градина, Митрова градина, Градина повише Јусупа, Пакларић, Градина Марасовићи, Стариград — центар, Градина Којићи — Миловци, Градина и Градиница на Малом Рујну, Градина на Великом Рујну, Градина Св. Тројица, Градина Лисарица и Висока градина на Великом Витренику. Новијим истраживањима уочена су и нова налазишта: Трошељева градина повише Св. Марије Магдалене, Силна громила повише Трибња Крушчице, седам камених хумака, пећина Сопњача.

### Античко доба
Римским освајањем јадранске обале, простор данашњег Трибња потпао је под римски муниципиј града Аргирунта (дан. Стариград). Граница ове римске заједнице простирала се од данашње Св. Марије Магдалене до Ровањске.
На локалитету око Св. Тројице и православног гробља (Козјача), налазе се остаци касноантичког или рановизантијског каструма правоуганог облика, димензија 170х130 метара. Остаци каструма, у народу познат као Трибљина, оштећени су бесправном изградњом макадамског пута током деведесетих година двадесетог века.

### Средњи век
У Повељи угарског краља Андрије из 1205. године, први пут се помиње Трибањ под овим именом.

### Велики морејски рат (1684. — 1699. године)
Након протеривања Османлија са велебитског простора, започело и насељавање највећег броја данашњих породица у читавом Трибњу. Тако је сердар Стојан Јанковић у јесен 1684. године населио 131 особу из Лике у Шибуљину, којима је убрзо стигла и помоћ у храни. Након разграничења с Аустријом, област велебитског Подгорја припала је Млетачкој републици.

### Други светски рат
Срби из Трибња Шибуљине су тешко пострадали током Другог светског рата, понајвише у усташком концентрационом логору Слано на острву Паг. Прва хапшења Срба започела су већ у априлу месецу 1941. године и одвођење на стратиште у Јадовно. Међу њима је био и Серђо Пољак, који је, упркос лакшем рањавању, успео да се извуче из јаме и побегне на сигурно. Те среће нису били браћа Илија и Јован Лукић, Драган Лукић, Владимир Бабац, отац и син Душан и Филип Маринковић те стари Исо Штрбо.
Нови талас страдања започео је 2. августа 1941. године, када су усташе направиле обруч око Шибуљине и заседе по Велебиту. Том приликом је ухваћено преко стотину Срба који су потом утамничени у цркви Св. Аранђела Михајла. Уследила су силовања жена и пребијање мушкараца и пљачкање имовине ухапшених. Трагови крви, видљиви и до данашњих дана, нису остали скривени ни после вишеструких бојења зидова цркве. Спомен плоча постављена на спољашњем зиду цркве, као подсетник на овај злочин, данас је разбијена на више делова. Део Шибуљчана се скривао по Велебиту покушавајући тако избећи усташке патроле. Они који су им успели побећи, спас су нашли у селима Равних Котара или Ражанцу.
После три дана мучења, заточеници су транспортовани бродом до логора Слано на Пагу. Логор је подигнут током маја месеца 1941. године, на голом камену, површине око 1.500 m2, окруженом бодљикавом жицом. Командант логора био је Иван Девчић Пивац из Луковог Шугарја, уједно и заповедник 13. усташке бојне.
О злочинима почињеним августа 1941. године, после рата сведочило је више особа.
Списак осталих Срба из села Трибањ Шибуљине страдалих у геноциду 1941. године.
1. АЛЕКСА	Павла	БАБАЦ
2. ЈЕЛЕНА	Алексе	БАБАЦ
3. АНИЦА	Алексе	БАБАЦ
4. МАРИЈА	Марка	БАБАЦ
5. ДМИТАР	Марка	БАБАЦ
6. ПЕТАР	Дмитра	БАБАЦ
7. АНДРИЈА	Марка	БАБАЦ
8. ТОДОР	Андрије	БАБАЦ
9. ЈЕКА	Симе	БАБАЦ
10. ПЕРА	Јована	БАБАЦ
11. СМИЉАНА	Николе	БАБАЦ
12. СМИЉАНА	Тодора	БАБАЦ
13. ЂУРО	Тодора	БАБАЦ
14. НИКОЛА 	Андрије	БАБАЦ
15. ЂУРО	Андрије	БАБАЦ
16. ДРАГИЦА	Андрије	БАБАЦ
17. ДУШАН	Тодора	БАБАЦ
18. ЈОВАН	Филипа	ЛУКИЋ
19. МАНДА	Симе	ЛУКИЋ
20. МАНДА	Јована	ЛУКИЋ
21. МАРКО		ЛУКИЋ
22. НИКОЛА 	Јована	ЛУКИЋ
23. БОЖО 	Николе	МАРИНКОВИЋ
24. НИКОЛА 	Николе	МАРИНКОВИЋ
25. ЉУБИЦА	Владете	МАРИНКОВИЋ
26. МИЛИЦА	Луке	МАРИНКОВИЋ
27. НИКОЛА 	Луке	МАРИНКОВИЋ
28. БОСИЉКА	Николе	МАРИНКОВИЋ
29. ЈОВАН	Николе	МАРИНКОВИЋ
30. БОЖИЦА	Јована	МАРИНКОВИЋ
31. ФИЛИП	Раде	МАРИНКОВИЋ
32. МАНДА	Филипа	МАРИНКОВИЋ
33. ФИЛИП	Филипа	МАРИНКОВИЋ
34. ДАРИНКА	Филипа	МАРИНКОВИЋ
35. РАДОЈКА	Даринке	МАРИНКОВИЋ
36. СТОЈА	Филипа	МАРИНКОВИЋ
37. ШПИРО	Раде	МАРИНКОВИЋ
38. МАРТА	Јована	МАРИНКОВИЋ
39. НИКОЛА 	Јована	МАРИНКОВИЋ
40. ВЕРА		МАРИНКОВИЋ
41. ЉУБИЦА	Паве	МАРИНКОВИЋ
42. ЉУБИЦА	Боже	МАРИНКОВИЋ
43. ЉУБА	Николе	МАРИНКОВИЋ
44. ДАРИНКА	Николе	МАРИНКОВИЋ
45. АНИЦА	Луке	ПОЉАК
46. ТРИВУН	Луке	ПОЉАК
47. ДМИТРА	Тривуна	ПОЉАК
48. ДРАГИЦА	Тривуна	ПОЉАК
49. ДАНИЛО	Тривуна	ПОЉАК
50. НИКОЛА 	Јована	ПОЉАК
51. ЈУРКА	Николе	ПОЉАК
52. ЛУКА	Ђуре	ПОЉАК
53. ЈОВАН	Ђуре	ПОЉАК
54. АНИЦА	Ђуре	ПОЉАК
55. СТОЈА	Јована	ПОЉАК
56. ЂУРО	Алексе	ПОЉАК
57. МАКСИМ	Симе	ПОЉАК
58. МАРТА	Максима	ПОЉАК
59. ЛУКА	Симе	ПОЉАК
60. МИЛИЦА	Луке	ПОЉАК
61. ЛАЗО	Луке	ПОЉАК
62. ПАВИЦА	Марка	ПОЉАК
63. ЂУРО	Марка	ПОЉАК
64. МАРКО	Марка	ПОЉАК
65. ДАНИЦА	Марка	ПОЉАК
66. ЈЕКА	Марка	ПОЉАК
67. МИЛЕ	Марка	ПОЉАК
68. МАНДА	Миле	ПОЉАК
69. ИКА	Миле	ПОЉАК
70. ДАНИЦА	Дане	ПОЉАК
71. НИКОЛА 	Ђуре	ПОЉАК
72. МАНДА	Николе	ПОЉАК
73. ТОДОР	Николе	ПОЉАК
74. ДАРИНКА	Тодора	ПОЉАК
75. МИЛЕ	Тодора	ПОЉАК
76. МИЛИЦА	Тодора	ПОЉАК
77. МАНДА	Тодора	ПОЉАК
78. АЛЕКСА	Јована	ПОЉАК
79. МАНДА	Алексе	ПОЉАК
80. ПЕТАР	Јована	ПОЉАК
81. ЈЕКА	Петра	ПОЉАК
82. ЉУБИЦА	Васе	ПОЉАК
83. БОЖИЦА	Васе	ПОЉАК
84. НИКОЛА 	Васе	ПОЉАК
85. ЂОРЂЕ	Дмитра	ПОЉАК
86. ДУШАНКА	Луке	ПОЉАК
87. БРАНКО	Јакова	ПОЉАК
88. ИЛИЈА	Боже	ПРОДАН
89. МАНДА	Илије	ПРОДАН
90. БОЖО 	Илије	ПРОДАН (62 год.)
91. БОЖО 	Илије	ПРОДАН (33 год.)
92. БОЈА	Боже	ПРОДАН
93. МАНДА	Боже	ПРОДАН
94. ПЕТАР	Алексе	ШТРБО

## Култура
У Трибњу Шибуљини се налази српска православна црква Св. Архангела Михајла из 1865. године, подигнута у време епископа Стефана Кнежевића и православна капела Свете Тројице на гробљу, подигнута 1830. године, највероватније на темељима рановизантијског периода. У насељу Трибањ Крушчица се налази римокатоличка црква и Св. Анте Падованског, а црква Св. Марије Магдалене у истоименом насељу.
Током 1866/67. године, у Трибњу Шибуљини је постојала и школа под окриљем Епархије далматинске, с тринаест ученика.
Некада је заједничко гробље становника Трибња било на Љуботићу, али је обновом капеле Св. Тројице, православно становништво своје покојнике почело сахрањивати око капеле. Читава област Трибња је позната по специфичним погребним споменицима тзв. мирилима.

## Језик
Сви становници Трибња говоре штокавском икавицом.

## Становништво
Према попису становништва из 2011. године, насеље Трибањ је имало 267 становника.
| Демографија | Демографија | Демографија |
| Година      | Становника  | Становника  |
| ----------- | ----------- | ----------- |
| 1961.       | 683         |             |
| 1971.       | 627         |             |
| 1981.       | 513         |             |
| 1991.       | 481         |             |
| 2001.       | 338         |             |
| 2011.       |             | 267         |

## Попис 1991.
На попису становништва 1991. године, насељено место Трибањ је имало 481 становника, следећег националног састава:
| Попис 1991.‍  | Попис 1991.‍  | Попис 1991.‍ | Попис 1991.‍ | Попис 1991.‍ |
| ------------ | ------------ | ----------- | ----------- | ----------- |
|              |              |             |             |             |
| Хрвати       | Хрвати       |             | 333         | 69,23%      |
| Срби         | Срби         |             | 123         | 25,57%      |
| Југословени  | Југословени  |             | 12          | 2,49%       |
| Русини       | Русини       |             | 1           | 0,20%       |
| неопредељени | неопредељени |             | 4           | 0,83%       |
| регион. опр. | регион. опр. |             | 4           | 0,83%       |
| непознато    | непознато    |             | 4           | 0,83%       |
| укупно: 481  |              |             |             |             |

## Презимена и порекло породица
Презимена српских породица у Трибњу Шибуљини су:
- Бабац — славе Ђурђевдан
- Лукић — славе Св. Јована и Аранђеловдан
- Маринковић — славе Аранђеловдан (Маринковићи Ћелићи), Св. Василија Великог (Маринковићи Вурлани), док Маринковићи Смисићи славе Божији дан (Сабор пресвете Богородице) и Св. Стефана
- Пољак — славе Ђурђевдан
- Продан — славе Св. Василија Великог и Ђурђевдан
- Штрбо — славе Св. Николу

Већина шибуљских породица учествовала је у ДНК тестирању прапорекла по мушкој лози. Резултати су следећи:
- Бабац: I2a Dinaric South
- Лукић: I2a Dinaric South
- Пољак: I2a Dinaric South

Њихови резултати указају на припадност хаплогрупи врло типичној за Јужне Словене и којој припада око 33% мушке популације у Срба.
- Маринковићи Ћелићи и Вурлани, као и Продани: I1 Z63

Истраживања у области генетичке генеалогије показала су да Маринковићи Ћелићи и Вурлани с Проданима чине велики род, који заједничког претка највероватније има уназад 500 година. Такође, резултат је показао и да они припадају огранку великог племена Мацура — I1 Z63 V68 Y16434. Халлогрупа I1 Z63 је особена за стара германска племена, нарочито на истоку Европе, који су на балканске просторе дошли у оквиру миграција Гота и Гепида.
Према Млетачком катастру из 1709. године, у Трибњу су живеле следеће породице: Влатковић (Vlatcouich), Папагало (Papagalo), Његован (Nigouan), Вукић (Vucin / Vucich), Маринковић (Marincouich), Продан / Продановић (Prodanouich), Трошељ (Tronsegh), Рукавина (Rucauina), Лукановић (Lucanouich), Жежељ (Sesegh), Матак (Matoch), Иванишевић (Iuaniceuich), Јурић (Giurich), Ферлета (Ferletta), Крапић (Cresbich) и Zaprich.
Део шибуљских породица се иселио у Пољице код Нина.
Најчешћи правци исељавања трибањских породица били су ка Славонији (Нова Буковица, Ђурђеновац, Миљевци) и САД-у (Донора у Пенсилванији). Након Другог светског рата, део Шибуљчана је колонизован у Риђици код Сомбора, укупно 14 породица са 77 чланова.

## Познате особе пореклом из Трибња Шибуљине
- Павле Бабац — аутор књиге Велебитско Подгорје 1941-1945 те више студија и чланака на тему НОР-а
- Марко Бабац — теоретичар филма и предавач филмске монтаже на академијама у Београду, Љубљани, Сарајеву и Новом Саду, аутор књиге Јован Шарић 1836-1905
- Душан Бабац — носилац краљевског Ордена белог орла I степена, Ордена Карађорђеве звезде II степена, аутор више књига и чланака у области војне историје
- Јован Маринковић Иво — народни херој
- Анђелко Маринковић — фудбалер Ф.К. Војводина из Новог Сада и освајач шампионске титуле 1965/66